# Macha Raspoutina
Macha Raspoutina (Kemerovo, 13 mai 1964) est une chanteuse russe. 